# Ołeksandr Baraniwski
Ołeksandr Petrowycz Baraniwski, ukr. Олександр Петрович Баранівський (ur. 28 września 1955 w Hajkach w obwodzie żytomierskim) – ukraiński polityk i agronom, deputowany, w latach 2005–2006 minister rolnictwa..

## Życiorys
Z wykształcenia agronom, absolwent instytutu rolniczego w Żytomierzu, kandydat nauk ekonomicznych.
Od 1974 pracował w przedsiębiorstwach rolnych i administracji rolnej, stopniowo w niej awansując. W latach 1988–1991 był zatrudniony w regionalnych strukturach Komunistycznej Partii Związku Radzieckiego. Od 1993 prywatny przedsiębiorca, był m.in. wydawcą rosyjskojęzycznej gazety „Prawda Ukrajiny”. W latach 1998–2002 pełnił funkcję asystenta jednego z posłów. W 2002 i 2006 uzyskiwał mandat deputowanego do Rady Najwyższej IV i V kadencji z ramienia Socjalistycznej Partii Ukrainy. W latach 2005–2006 był minister rolnictwa w rządach Julii Tymoszenko i Jurija Jechanurowa. W 2009 dołączył do Partii Sprawiedliwość, powrócił do pracy w biznesie.